# Zach Galifianakis
Zacharius Knight "Zach" Galifianakis (Wilkesboro, 1 de outubro de 1969), é um comediante e ator norte-americano, conhecido por filmes e apresentações na televisão de seu país, incluindo segmento próprio de stand-up no programa Comedy Central Presents do canal Comedy Central. Ele também é pianista. Ganhou notoriedade internacional com seu papel de Alan Garner na comédia The Hangover, o qual repetiu em duas sequências, e se reuniu com o diretor Todd Phillips em Due Date.

## Primeiros anos
Galifianakis nasceu em Wilkesboro, Carolina do Norte. Sua mãe, Mary Frances (antes Cashion), trabalhou em um centro comunitário para as artes e seu pai, Harry Galifianakis, era um vendedor de óleo para aquecedores. Seus avós paternos, os Galifianakis, emigraram de Creta, Grécia e Zach foi batizado na religião cristã greco-ortodoxa de seu pai. Sua mãe é descendente de escoceses e irlandeses. Zach tem dois irmãos: a mais nova, Merritt, e o mais velho, Greg. Seu primo é o cartunista do Washington Post Nicholas Galifianakis. Seu tio, Nick Galifianakis, foi congressista pela Carolina do Norte entre 1967 e 1973. Matriculou-se na Wilkes Central High School e, posteriormente, estudou mas não se graduou, na Universidade Estadual da Carolina do Norte.

## Início da carreira
Galifianakis começou na televisão em 1996 com o papel de Deuce, personagem da série de TV Boston Common. Depois entrou para a produção de Saturday Night Live como escritor mas saiu depois de duas semanas. Ele co-estrelou o filme Out Cold (2001) e teve pequenas participações em Corky Romano, Below, Bubble Boy, Heartbreakers, Into the Wild (filme), Super High Me, Little Fish Strange Pond e Largo.
Seu segmento em Comedy Central Presents foi ao ar pela primeira vez em setembro de 2001. Incluia piadas  stand-up e um número ao piano, concluindo com o grupo de cappella (The Night Owls, apresentado como as 12 "ex-namoradas dele") que cantava "Eternal Flame" de The Bangles enquanto contava as piadas. Em 2002, teve seu próprio talk show chamado Late World with Zach. Sua próxima atuação foi com o personagem Davis no drama da Fox chamado Tru Calling, exibido entre 2003 e 2005. Apareceu muitas vezes em Jimmy Kimmel Live! e três participações em Reno 911!, no papel de "Frisbee".
Galifianakis interpretou Alan Finger no programa da Comedy Central chamado Dog Bites Man, um falso jornalístico que simulava entrevistas com pessoas do povo. No mesmo canal participou de um episódio de  The Sarah Silverman Program como Fred, um sem-teto. Foi um doutor no programa do canal Adult Swim, Tom Goes to the Mayor e em muitos episódios de Tim and Eric Awesome Show, Great Job! no papel de Tairy Greene.
Em 2006, Galifianakis gravou o vídeo de Fiona Apple para a canção "Not About Love". Um ano depois Kanye West contratou Galifianakis e o músico de rock indie Will Oldham em segunda versão do vídeo para a canção "Can't Tell Me Nothing". Em junho de 2006 Galifianakis lança o disco "Come On and Get It (Up in 'Dem Guts)" misto de comédia rap/hip-hop/dançante, com vocais de Apple.
Galifianakis foi, ao lado de Patton Oswalt, Brian Posehn e Maria Bamford, membro do quarteto Comedians of Comedy, um grupo cômico que viajava ao estilo de The Original Kings of Comedy e Blue Collar Comedy Tour. Se apresentavam em clubes de apresentação ao vivo de rock, buscando uma platéia difeente das tradicionais casas de comédia. As apresentações foram gravadas e apareceram no Comedy Central e um filme sobre os shows foi exibido no SXSW e rede Showtime.
Em 22 de fevereiro de 2008 fez uma participação em Jackassworld.com: 24 Hour Takeover. Entrevistou vários participantes da série Jackass.
Galifianakis estrelou o filme independente Visioneers que apareceu em 2008. Foi o primeiro papel de protagonista e a distribuição foi para vídeo.

## Between Two Ferns with Zach Galifianakis
Galifianakis apresentou uma série de vídeos do website Funny or Die que foi chamado Between Two Ferns With Zach Galifianakis onde era o entrevistador de várias celebridades populares. Dentre os entrevistados aparecem Jimmy Kimmel, Michael Cera, Jon Hamm, Natalie Portman, Charlize Theron, Bradley Cooper (com breve aparição de Carrot Top), Conan O'Brien e Andy Richter (com breve aparição de  Andy Dick), Ben Stiller, Steve Carell, Sean Penn, Bruce Willis, Tila Tequila, Jennifer Aniston e Will Ferrell. Suas perguntas variavam de questões comuns a indiscrições e comentários sexuais.

## 2009-presente
Galifianakis co-estrelou como Alan Garner a comédia bem-sucedida The Hangover e venceu o MTV Movie Award por melhor atuação em comédias. Após o filme, Galifianakis ganhou projeção e papeis proeminentes em filmes populares tais como G-Force, Youth in Revolt e recebeu uma indicação ao Óscar por Up in the Air.
Galifianakis também interpretou um papel coadjuvante na série HBO Bored to Death. Apresentou o programa Saturday Night Live de 6 de março de 2010, quando raspou a barba durante um quadro e depois usou uma falsa no encerramento. Voltou novamente em 12 de março de 2011 e raspou a cabeça deixando-a no estilo do lutador Mr. T - alegando que era para um quadro que, contudo, não foi exibido.
Em 2010 ele estrelou vários filmes: Dinner for Schmucks, It's Kind of a Funny Story  e Due Date.
Em outubro de 2010, durante um debate sobre a legalização da maconha no programa da HBO chamado Real Time with Bill Maher, Galifianakis aparece fumando um cigarro desse tipo, ao vivo; Bill Maher negou que fosse maconha verdadeira numa entrevista com Wolf Blitzer, num episódio de The Situation Room.
Em 2011 retornou ao papel de Alan Garner na sequência The Hangover Part II, ambientado na Tailândia.
Em 2011 dublou Humpty Dumpty para o filme animado da DreamWorks chamado Puss in Boots.
Galifianakis estrelou ao lado de Will Ferrell o filme The Campaign, uma comédia política dirigida por  Jay Roach lançada em 2012.

## Vida pessoal
Em 11 de agosto de 2012, Galifianakis casou com Quinn Lundberg, co-fundadora da Growing Voices, entidade de caridade da UBC Farm de Vancouver, Canadá.

## Filmografia
| Ano       | Filme                                                  | Papel                     | Notas                      |
| --------- | ------------------------------------------------------ | ------------------------- | -------------------------- |
| 1999      | The King and Me                                        | Garoto da Pizza           |                            |
| 1999      | Flushed                                                | Cara comovente            |                            |
| 2001      | Heartbreakers                                          | Bill                      |                            |
| 2001      | Bubble Boy                                             | Homem da parada de ônibus |                            |
| 2001      | Corky Romano                                           | Dexter                    |                            |
| 2001      | Out Cold                                               | Luke                      |                            |
| 2002      | Below                                                  | Weird Wally               |                            |
| 2003-2005 | Tru Calling                                            | Davis                     | TV                         |
| 2004      | Zach & Avery of Fergus                                 | Homem sem-teto            |                            |
| 2006      | The Pity Card                                          | Zach                      |                            |
| 2006      | Dog Bites Man                                          | Alan Finger               |                            |
| 2007      | Into the Wild (filme)                                  | Kevin                     |                            |
| 2008      | What Happens in Vegas                                  | Dave the Bear             |                            |
| 2008      | Visioneers                                             | George                    |                            |
| 2009      | Gigantic                                               | Cara sem cara             |                            |
| 2009      | The Hangover                                           | Alan Garner               |                            |
| 2009      | G Force                                                | Ben                       | Voz                        |
| 2009      | Bored to Death                                         | Ray                       | TV                         |
| 2009      | Up in the Air                                          | Steve                     |                            |
| 2010      | Youth in Revolt                                        | Jerry                     |                            |
| 2010      | Operation: Endgame                                     | Hermit                    |                            |
| 2010      | It's Kind of a Funny Story                             | Bobby                     |                            |
| 2010      | Tim and Eric Awesome Show, Great Job! Chrimbus Special | Tairy Greene              |                            |
| 2010      | Frenemy                                                | Bucky                     |                            |
| 2010      | Dinner for Schmucks                                    | Therman                   |                            |
| 2010      | Due Date                                               | Ethan                     |                            |
| 2011      | The Hangover: Part II                                  | Alan Garner               |                            |
| 2011      | Puss in Boots                                          | Humpty Dumpty             | Voz                        |
| 2012      | Tim and Eric's Billion Dollar Movie                    | Jim Joe Kelly             |                            |
| 2012      | The Campaign                                           | Marty Huggins             |                            |
| 2013      | The Hangover Part III                                  | Alan Garner               |                            |
| 2013      | You Are Here                                           | Ben Baker                 |                            |
| 2014      | Muppets Most Wanted                                    | Joe, o Mendigo            |                            |
| 2014      | Birdman                                                | Jake                      |                            |
| 2016      | Masterminds                                            | David Ghantt              |                            |
| 2016      | Keeping Up with the Joneses                            | Jeff Gaffney              |                            |
| 2017      | The Lego Batman Movie                                  | Joker                     | Voz                        |
| 2017      | Tulip Fever                                            | Gerrit                    |                            |
| 2018      | A Wrinkle in Time                                      | The Happy Medium          |                            |
| 2019      | The Sunlit Night                                       | Haldor                    |                            |
| 2019      | Missing Link                                           | Mr. Link/Susan            | Voz                        |
| 2019      | Between Two Ferns: The Movie                           | Ele mesmo                 | Também escreveu e produziu |
| 2021      | Ron's Gone Wrong                                       | Ron                       | Voz                        |
| 2022      | The Bob's Burgers Movie                                | Felix Fischoeder          | Voz                        |
| 2023      | The Beanie Bubble                                      | Ty Warner                 |                            |
| 2024      | Only Murders in the Building                           | Ele mesmo                 |                            |
| 2025      | Lilo & Stitch                                          | Dr. Jumba Jookiba         |                            |